# Karl Mauss
Karl Mauss (Plön, 17 mei 1898 - Hamburg, 9 februari 1959) was een Duits generaal en tandarts.
Dr. Karl Mauss was tijdens de Tweede Wereldoorlog een van de meest vooraanstaande tankbevelhebbers van de Wehrmacht. Hij bereikte de rang van een luitenant-generaal en was commandant van de 7de Pantserdivisie. 
Hij werd hoog gedecoreerd, uiteindelijk met het Ridderkruis van het IJzeren Kruis met Eikenloof, Zwaarden en Briljanten. In deze uitvoering werden 250 kleine diamanten op het eikenloof geplaatst. Ook de gevesten van de zwaarden werden met diamanten versierd. Van de ruim tien miljoen militairen die Duitsland tijdens de oorlog onder de wapenen had, kregen slechts 27 deze onderscheiding. Tien van hen waren piloten, twee tankbestuurders, twee onderzeebootkapiteins en veertien generaals, maarschalken of andere legeraanvoerders.

## Biografie
In de Eerste Wereldoorlog vocht Mauss als oorlogsvrijwilliger in de Slag aan de Somme en aan het Oostenrijks-Italiaanse front. Hij werd onderscheiden met het IJzeren Kruis 1e en 2e Klasse. Hij verwierf het zwarte Gewondeninsigne 1918.
In de Tweede Wereldoorlog vocht hij tijdens de Poolse Veldtocht, in de Slag om Frankrijk, tijdens Operatie Barbarossa, in de Slag om Moskou en de grote tankslag bij Koersk. Hij verwierf de Nahkampfspange in Brons, Duitse Kruis in Goud en het Gewondeninsigne 1939 in Zilver en in Goud. Die laatste onderscheiding was voor de verwondingen die hij aan het einde van de oorlog in de strijd opliep. Zo verloor hij in februari 1945 een been.
Mauss overleefde de Tweede Wereldoorlog en vestigde zich weer als tandarts. De Bundeswehr wilde de invalide en sterk door het nationaalsocialisme gecompromitteerde veteraan niet in dienst nemen.

## Militaire loopbaan
- Kriegsfreiwilliger: 8 augustus 1914[6]
- Gefreiter:[4]
- Unteroffizier:[4]
- Vizefeldwebel:[4]
- Leutnant: 20 mei 1915 (drie dagen na zijn 17e verjaardag, hiermee was hij de jongste officier in het Duitse leger)[4][6]
- Oberleutnant: 1 april 1922[4][6]
- Rittmeister: 1 september 1934[4][6]
- Major: 1 april 1938[4][6]
- Oberstleutnant: 1 april 1941[4][6][7]
- Oberst: 1 april 1942[4][6][7]
- Generalmajor: 1 april 1944[4][6][7][8]
- Generalleutnant: 1 oktober 1944[4][6][7][8]
- General der Panzertruppe: 1 april 1945 (niet bevestigd)[4][6] - maart 1945[7]

## Decoraties
- Ridderkruis van het IJzeren Kruis op 26 november 1941 als Oberstleutnant en Commandant van het II. / Schützen-Regiments 69 / 10e Pantserdivisie / 40e Pantserkorps / 4e Leger / Heeresgruppe Mitte[9][10][7][11]
- Ridderkruis van het IJzeren Kruis met Eikenloof (nr.335) op 24 november 1943 als Oberst en Commandant van het Panzergrenadier-Regiment 33 / 4e Pantserdivisie / LVI.Panzer-Korps / 2e Leger / Heeresgruppe Mitte[9][10][7][11]
- Ridderkruis van het IJzeren Kruis met Eikenloof en Zwaarden (nr.101) op 23 oktober 1944 als Generalmajor en commandant van het 7e Pantserdivisie / 2e Leger / Heeresgruppe Weichsel[9][10][7][8]
- Ridderkruis van het IJzeren Kruis met Eikenloof, Zwaarden en Briljanten (nr.26) op 15 april 1945 als Generalleutnant en commandant van het 7e Pantserdivisie / VII.Panzer-Korps / 2e Leger / Heeresgruppe Kurland[9][10][7][8]
- IJzeren Kruis 1914, 1e Klasse[7] (21 oktober 1916) en 2e Klasse[7] (16 september 1915)[12][10]
- Gewondeninsigne 1939 in goud[10]en zilver, zwart
- Herhalingsgesp bij IJzeren Kruis 1939, 1e Klasse[7] (25 mei 1940) en 2e Klasse[7] (28 september 1939)[12][10]
- Panzerkampfabzeichen 3e Graad met getal "50"[10]
- Panzerkampfabzeichen in brons[4]
- Nahkampfspange in brons[7] in augustus 1943[13][10]
- Duitse Kruis in goud (verlening 326/37) op 11 maart 1943 als Oberst en Commandant van het Panzergrenadier-Regiment 33 / 4.Panzer Division[14][10]
- Erekruis voor Frontstrijders in de Wereldoorlog[4]
- Medaille Winterschlacht im Osten 1941/42 in 1942[4][10]
- Silezisch Adelaar, 2e Graad[4]
- Dienstonderscheiding van Leger en Marine voor (12 dienstjaren)[4][10]
- Ridder in de Orde van Verdienste (Hongarije) met Zwaarden[6]
- Hij werd drie maal genoemd in het Wehrmachtsbericht. Dat gebeurde op:
- 13 maart 1944[10][15]
- 15 augustus 1944[10][16]
- 20 februari 1945[10][17]